# Hochrindl
Hochrindl est un col ainsi qu'une station de ski de taille moyenne, situés près de Sirnitz dans le nord du Land de Carinthie en Autriche.
Le col est situé à 1 561 mètres d'altitude, entre les communes de Sirnitz et Ebene Reichenau.